# Le Petit Pain au chocolat
Singles de Joe Dassin
Ma bonne étoile
(1968) Le Chemin de papa / Les Champs-Élysées
(1969)
Clip vidéo
Le petit pain au chocolat (audio)
Le petit pain au chocolat (live officiel)
sur YouTube
Le Petit Pain au chocolat est une chanson interprétée et enregistrée par Joe Dassin, et sortie en single en 1969. Elle constitue la piste 2 de la première face de son album Joe Dassin (Les Champs-Élysées) sorti la même année.

## Historique
C'est une reprise de la chanson italienne Luglio, composée par Giancarlo Bigazzi et initialement interprétée par Riccardo Del Turco. Le texte français est de Pierre Delanoë.
Le single Le Petit Pain au chocolat s'est classé 2e en Belgique francophone et en France, où il s'est écoulé à plus de 400 000 exemplaires.

## Liste des pistes
Single 45 tours (CBS 3871)
1. Le Petit Pain au chocolat (3:30)
2. Le Temps des œufs au plat (2:43)

## Classements
| Classement (1968)                       | Meilleure position |
| --------------------------------------- | ------------------ |
| France (IFOP)                           | 2                  |
| Belgique (Wallonie Ultratop 50 Singles) | 2                  |

## Autres reprises
La chanson Luglio a également été reprise par The Tremeloes sous le titre I'm Gonna Try, par Herman's Hermits sous le titre Something's Happening, ainsi que par le chanteur québécois Joël Denis sous le titre La Sieste.